# سینتوم
سینتوم(به انگلیسی: Synthome) شامل مجموعه‌ای از واکنش‌های شیمیایی است که برای سنتز مولکول‌های کوچک در اختیار شیمی‌دان قرار دارد. این کلمه نخستین بار توسط استفن اف. مارتین ابداع شده است.